# مرملاد
المَرْمَلَاد (بالإنجليزية: Marmalade) يعتبر نوعاً من أنواع المربيات إلا أنه يُصنع من الفواكه الحمضية مع قشورها، وغالباً ما يشار إلى مربى البرتقال على أنه مرملاد.
يتم تحضيره بالطريقة التقليدية لصنع المربى، وهي وضع الفاكهة مع السكر والماء وطهيها على درجة حرارة منخفضة وقد يضاف إليه مادة لتكثيف قوامه.
يحتوي المرملاد على مضافات أخرى كالشراب النشوي والبكتين وبعض الحموض العضوية، كحمض الليمون والملونات، وتضاف أحياناً المواد الحافظة اليه في حال الضرورة. ويتميز بقوامه المتماسك والمتجانس وسهولة دهنه عند الاستهلاك، لذا يطلق عليه أحياناً زبدة الفاكهة.